# Пеячевич, Петар
Петар Пеячевич (хорв. Petar Pejačević; 20 февраля 1804, Прессбург — 15 апреля 1887, Вена) — австро-венгерский государственный деятель из румо-ретфальской ветви графского рода Пеячевичей.
Учился в Терезиануме. В 1845 г. назначен губернатором Кёрёшского комитата. Во время революционных событий 1848 года отказался участвовать в саборе, созванном Йосипом Елачичем, вследствие чего был снят с должности. Затем, однако, в 1851—1859 гг. губернатор комитата Верёце, в 1865—1867 гг. — комитата Срем, в 1867—1869 гг. — вновь комитата Верёце. В 1871—1876 гг. занимал пост министра по делам Хорватии в правительстве Венгерского королевства. В 1875 г. примкнул к Либеральной партии и после выхода в отставку заседал в парламенте Венгрии.
Был женат на Франциске фон Эстерхази (1804—1875), двое сыновей — Ладислас (1828—1916) и Николаус (1833—1890); их единственная дочь Людвина Пеячевич (1826—1889) вышла замуж за графа Фридриха Карла фон унд цу Эльца (1823—1900).
В качестве мецената оказывал поддержку одному из основоположников венгерской национальной музыки Михаю Мошоньи, который в 1835—1842 гг. был домашним учителем музыки в доме Пеячевичей.